# Cikta
A cikta az egyik legritkább juhfajta a világon, egyike a védett magyar háziállatoknak.

## Története
Magyarországi története a törökök kiűzése után kezdődött, a 18. században, amikor az elnéptelenedett területekre német ajkú lakosságot telepítettek, s a betelepülők hozták magukkal háziállataikat, köztük a ciktát is. Elterjedésének fő területe Dél-Dunántúl volt, innen ered másik neve, a tolna-baranyai sváb juh. Állományának létszáma a mezőgazdasági állattenyésztés megváltozásával és a merinófajták térhódításával drámaian lecsökkent. Ma néhány bemutató példánytól eltekintve csak egyetlen nyáj van ebből a fajtából egy vértestolnai tenyészetben, ahol több tenyészvonalban tartják fenn. Az Állattenyésztési Felügyelőség nagydorogi telepére összeszedte a környékből a még föllelhető cikta küllemű egyedeket az egykori sváb tenyésztőktől, így kezdődött a fajta megmentése. Első feladat a merinós beütések kiküszöbölése volt, s létrejött egy aránylag nagy és homogén állomány. Ma a fajta tenyésztését az Országos Mezőgazdasági Minősítő Intézet irányítja, s a Juhtenyésztő Szövetség törzskönyvezi. Eredeti hazájában, Németországban a cikta teljesen kipusztult, s ez külön fontosságot ad a magyarországi állománynak. A ciktának ma már gazdasági haszna nincs, tartásának elsődleges célja a génmegőrzés.

## Külleme
A cikta a rackához hasonlóan a kisebb juhfajták közé sorolható. Az anyák általában szarvatlanok, de a kosok egy része is. A szarvalt egyedek a merinó fajtáéhoz hasonló, de könnyebb, csigás szarvat viselnek.  Marmagasságuk 58–60 cm. Az anyák testtömege 25–45 kg, a kosoké 45–55 kg között változik. Sűrítve is ellethető, az év bármely szakában képes ivarzani.  A testet hosszú fürtű, durva, fehér színű gyapjú fedi. A fülek tölcsérszerűen sodrottak, keskeny, hegyes, vízszintesen álló kagylót viselnek. A fej és a lábak fehér színű rövid szőrrel borítottak, a körmök és a szarvak viaszsárgák. Gyakran fordulnak elő a fejen, ajkakon, füleken és a szemek körül pigmentfoltok.

## Történelmi szerepe
Egykor minden sváb portán megtalálható volt. A ciktát eredetileg kétszer nyírták, a kifejlett anyák gyapjútömege évi egyszeri nyírásnál 1,5–2 kg, a kosoké 2,5-3,5 kg. Háziipari termékek készültek gyapjából, például vastag zokni (a fuszekli), ujjasok, kesztyűk, valamint a sváb kézművesek jellegzetes papucsa, a pacsker.

## Érdekesség
A Magyar Posta Rt. által 2005-ben kibocsátott Élő örökségünk bélyegsorozat és blokk borítékján a cikta képe látható.